# Tour du Colorado 2012
La 2e édition du Tour du Colorado (ou USA Pro Cycling Challenge) a lieu du 20 au 26 août 2012. Cette épreuve cycliste fait partie de l'UCI America Tour 2012.

## Présentation

### Parcours
L'épreuve emprunte comme lors de la première édition les plus grandes villes du Colorado. Passée en classe HC, elle gagne toutefois une étape supplémentaire et un kilométrage supérieur à mille kilomètres.

### Équipes
Classé en catégorie 2.HC de l'UCI America Tour, le Tour du Colorado est par conséquent ouvert aux UCI ProTeams dans la limite de 50 % des équipes participantes, aux équipes continentales professionnelles, aux équipes continentales et à des équipes nationales.
16 équipes participent à ce Tour du Colorado : 6 ProTeams, 5 équipes continentales professionnelles et 5 équipes continentales :
| ProTeams - Astana - BMC Racing - Garmin-Sharp - Liquigas-Cannondale - Omega Pharma-Quick Step - RadioShack-Nissan | UCI continentales professionnelles - Champion System - RusVelo - SpiderTech-C10 - Type 1-Sanofi - UnitedHealthcare | UCI continentales - Bissell - Bontrager Livestrong - EPM-UNE - Exergy - Optum-Kelly Benefit Strategies |

### Favoris
Meilleur jeune du dernier Tour de France, l'Américain Tejay van Garderen (BMC Racing) fait figure de favori tout comme l'Italien Vincenzo Nibali (Liquigas-Cannondale). Font figure d'outsiders Levi Leipheimer (Omega Pharma-Quick Step), Christian Vande Velde et Thomas Danielson (Garmin-Sharp), Jakob Fuglsang et Andreas Klöden (RadioShack-Nissan), Janez Brajkovič (Astana), Ivan Basso (Liquigas-Cannondale). Émoussé de sa saison et notamment de son Tour de France, l'Australien Cadel Evans (BMC Racing) n'est pas cité comme un prétendant à la victoire car souffrant d'une infection.
Pour les sprints, Tyler Farrar (Garmin-Sharp) apparaît comme étant le plus solide sur le papier tandis qu'on compte sur des baroudeurs comme Jens Voigt (RadioShack-Nissan) ou George Hincapie (BMC Racing) pour animer les étapes. Ce dernier dispute à l'occasion de l'épreuve son ultime course chez les professionnels après une carrière de près de vingt années.

## Étapes
| Étape     | Date    | Villes étapes                   | Type | Distance (km) | Vainqueur d’étape  | Leader du classement général |
| --------- | ------- | ------------------------------- | ---- | ------------- | ------------------ | ---------------------------- |
| 1re étape | 20 août | Durango - Telluride             |      | 202,1         | Tyler Farrar       | Tyler Farrar                 |
| 2e étape  | 21 août | Montrose - Crested Butte        |      | 156,6         | Tejay van Garderen | Tejay van Garderen           |
| 3e étape  | 22 août | Gunnison - Aspen                |      | 210           | Thomas Danielson   | Christian Vande Velde        |
| 4e étape  | 23 août | Aspen - Beaver Creek            |      | 156,4         | Jens Voigt         | Tejay van Garderen           |
| 5e étape  | 24 août | Breckenridge - Colorado Springs |      | 189,7         | Tyler Farrar       | Tejay van Garderen           |
| 6e étape  | 25 août | Golden - Boulder                |      | 166,2         | Rory Sutherland    | Levi Leipheimer              |
| 7e étape  | 26 août | Denver - Denver                 |      | 15,3 (clm)    | Taylor Phinney     | Christian Vande Velde        |